# SOiL
SOiL er et hård rock/alternativ metal-band fra Chicago i Illinois i USA.

## Biografi
Soil blev dannet i 1997 af eksmedlemmer fra det amerikanske dødsmetal band Broken Hope. De første tre udgivelser fra bandet SOiL (ep), El Chupacabra (ep)og Throttle Junkies fejlede i at få bandet ind i mainstream. 
SOiLs gennembrud kom da Pat Lynch fra Orlando rock radiostationen WJRR spillede demoen af "Halo" på heavy rotation. 
Bandet fik en moderat succes med deres 2001 udgivelse Scars. Succesen var godt hjulpet af singlerne "Unreal" og "Halo" hvis demo allerede var blevet spillet i radioen. 
I 2004 forlod bandet deres pladeselskab J Records på grund af et skuffende salg af deres tredje album Re•de•fine. Kort tid efter blev det annonceret at vokalisten Ryan McCombs tog afsked fra bandet. AJ Cavalier blev introduceret den 15 2004 som afløseren. McComb blev i 2005 Drowning Pools nye forsanger. 
I september 2005 skrev SOiL kontrakt med pladeselskabet DRT Entertainment. Deres seneste album True Self blev udgivet d. 2 maj 2006. Albummet fandt vej til internettet via BitTorrent og P2P 2 måneder inden dens udgivelse. 

## Medlemmer
- AJ Cavalier – Vokal (2004– )
- Adam Zadel – Guitar, Vokal
- Shaun Glass – Guitar
- Tim King – Bas
- Tom Schofield – Trommer

### Forrige medlemmer
- Ryan McCombs – Vokal (1997–2004)

## Diskografi

### Ep'er
| Titel         | Udgivelsesdato     | Pladeselskab |
| El Chupacabra | 24. november, 1998 | Mia          |
| SOiL          | 30. oktober, 2001  | Olympic      |

### Album
| Titel            | Udgivelsesdato      | Pladeselskab |
| Throttle Junkies | 6. april, 1999      | Mia          |
| Scars            | 11. september, 2001 | J Records    |
| Re•de•fine       | 23. marts, 2004     | J Records    |
| True Self        | 2. maj, 2006        | DRT Ent.     |
| Picture Perfect  | 2009                |              |
| Whole            | 2013                |              |